# Alfa Circini

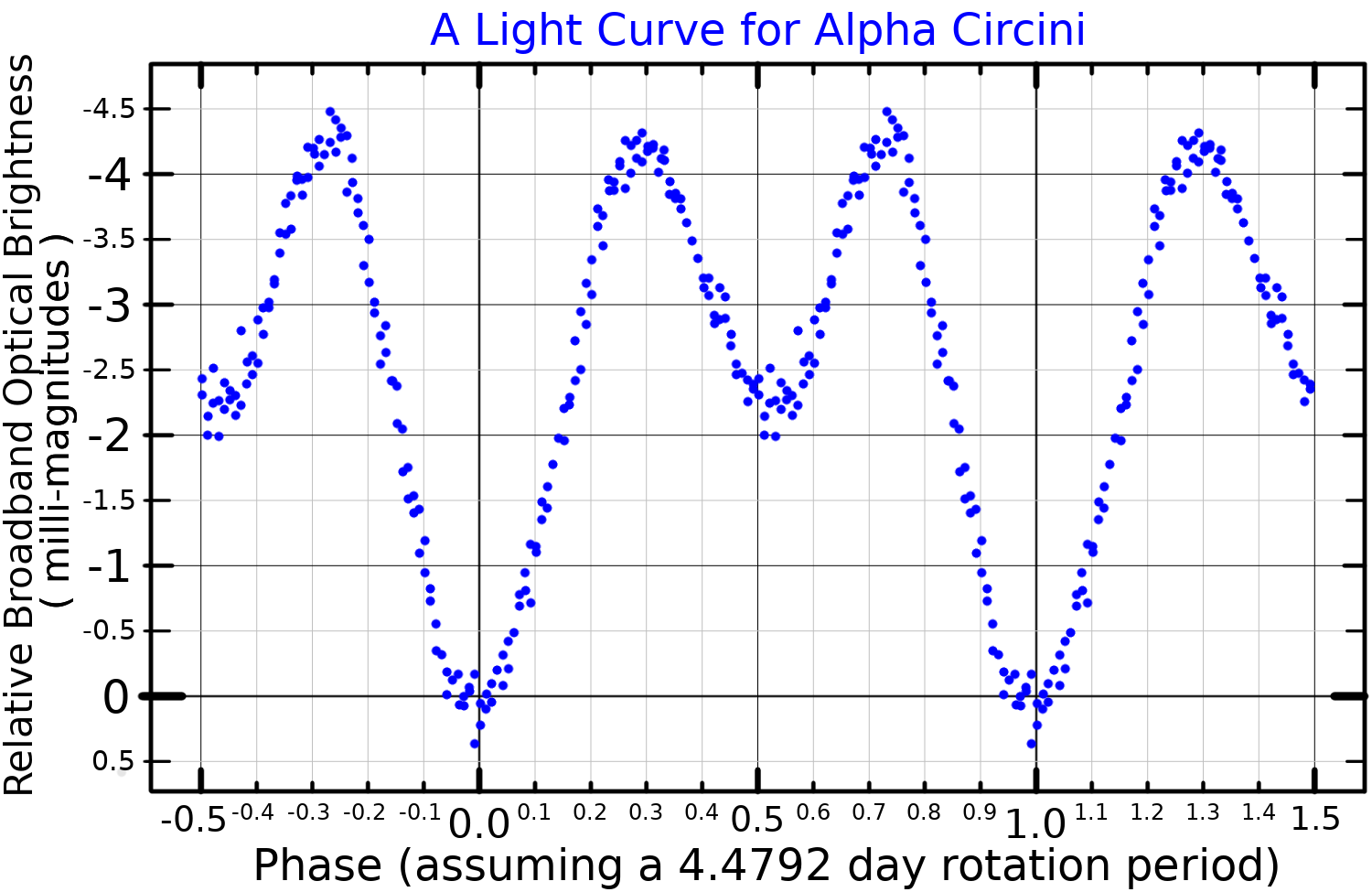
Curva de luz de Alfa Circini

Alfa Circini (α Cir / HD 128898 / HR 5463) es la estrella más brillante de la constelación de Circinus, el compás, con magnitud aparente +3,19. Se encuentra a 53,5 años luz de distancia del sistema solar.
Debido a su peculiar espectro, Alfa Circini es una estrella difícil de catalogar. Formalmente es de tipo espectral A7VpSrEuCr, una estrella blanca de la secuencia principal con la p denotando «peculiar» y las letras finales indicando niveles altos de estroncio, europio y cromo. Aunque también ha sido clasificada como F1Vp, su temperatura superficial de 8000 K sugiere tipo A7. Su luminosidad es 11 veces mayor que la del Sol.
La principal característica de Alfa Circini es que es una variable Alfa2 Canum Venaticorum. Este tipo de variables presentan fuertes campos magnéticos localizados en manchas en la superficie de la estrella, en donde procesos de difusión y elevación aumentan los niveles de ciertos elementos. Su brillo varía entre magnitud 3,18 y 3,21. Además es una estrella pulsante en donde períodos muy cortos (del orden de 6 minutos) se superponen al período de rotación de la estrella (4,48 días).
Alfa Circini es una estrella binaria, con una acompañante a 15,6 segundos de arco. Se trata de una enana naranja de tipo espectral K5V y magnitud 8,47 que orbita al menos a 260 UA con un período orbital de 2600 años como mínimo.